# Faja eclesiástica
No debe confundirse con el Cíngulo

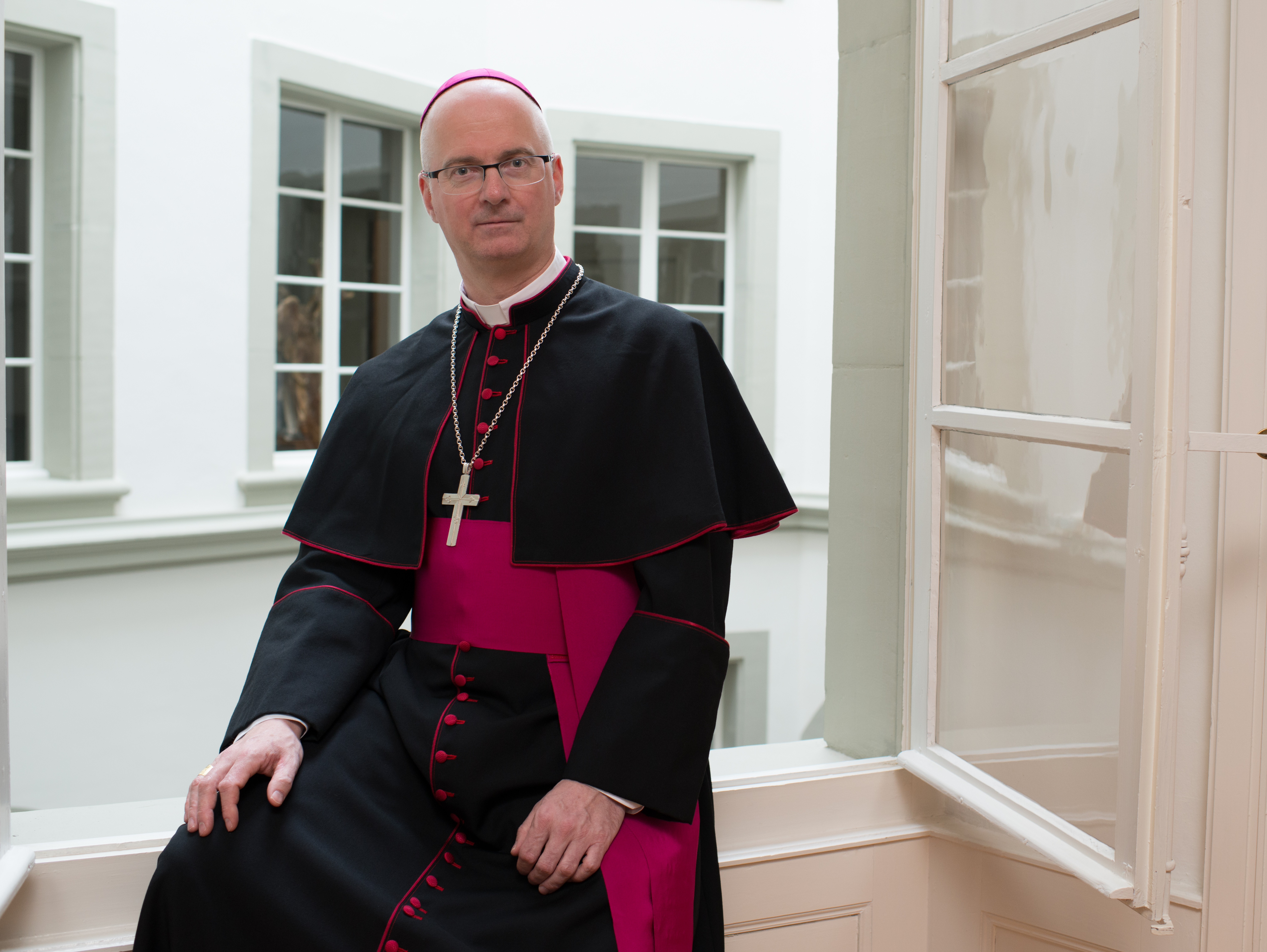
El obispo Charles Morerod con faja morada

La faja es una prenda eclesiástica que se utiliza para ceñir la sotana, rodeando la cintura y cayendo verticalmente en dos bordes terminados en flecos.
Son de distintos colores dependiendo de la jerarquía. 
Generalmente están hecha de tela moiré. 

## Clérigos por jerarquía
Clérigos por jerarquía:
- Sumo pontífice: utiliza faja blanca de seda moiré para ceñir su sotana blanca.
- Cardenales: utilizan faja roja de seda moiré para ceñir su sotana roja.
- Nuncios Apostólicos: utilizan faja morada de seda moiré para ceñir su sotana.
- Obispos y prelados de honor: utilizan fajas de color morado para ceñir su sotana.
- Presbíteros: utilizan faja negra para ceñir su sotana, aunque en el mundo hispano no era habitual.
- Seminaristas: también los seminaristas utilizan fajas dependiendo de su orden y de su grado de estudios o diócesis, en el mundo hispano normalmente en color azul.

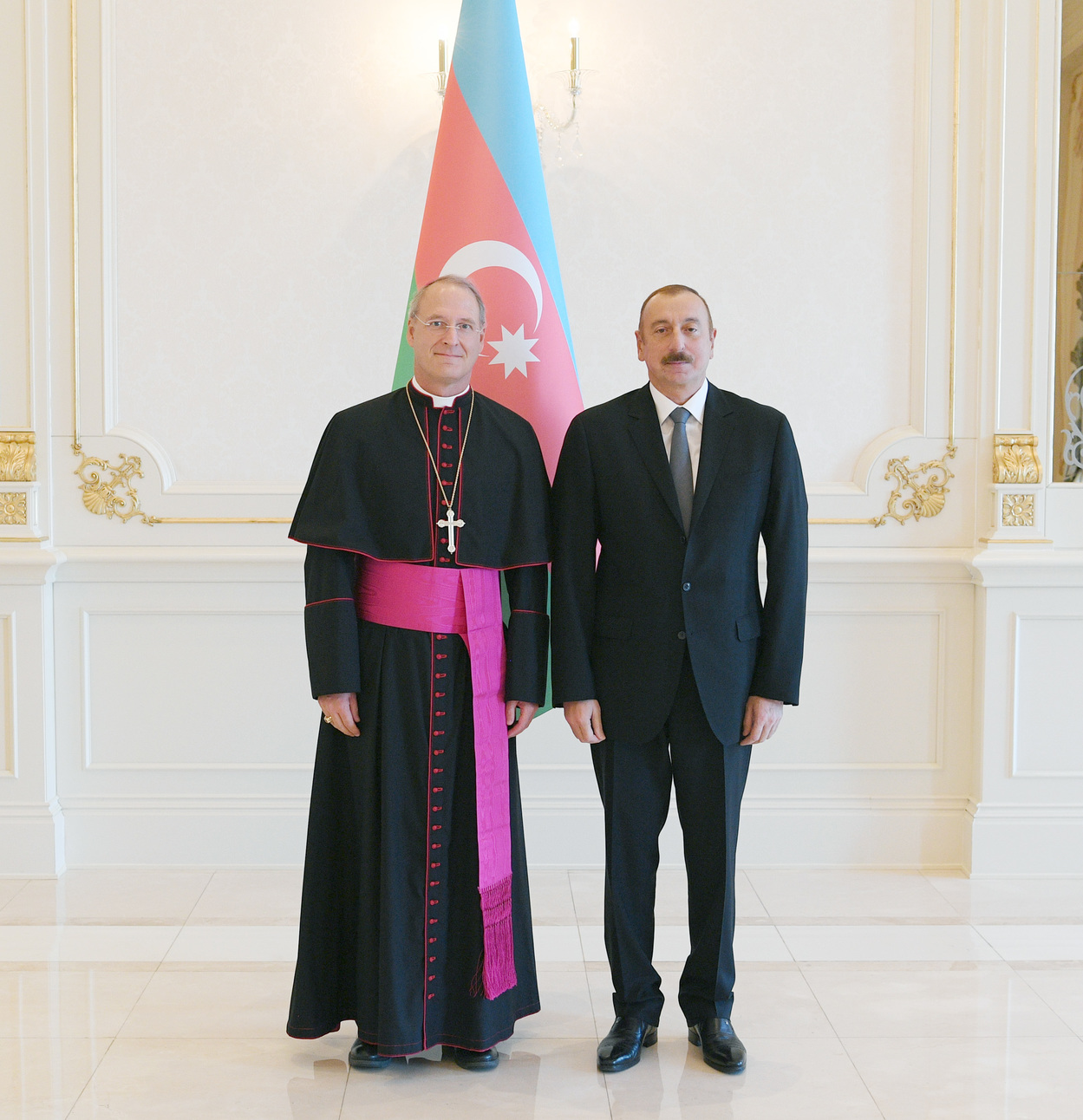
Nuncio con faja morada de seda
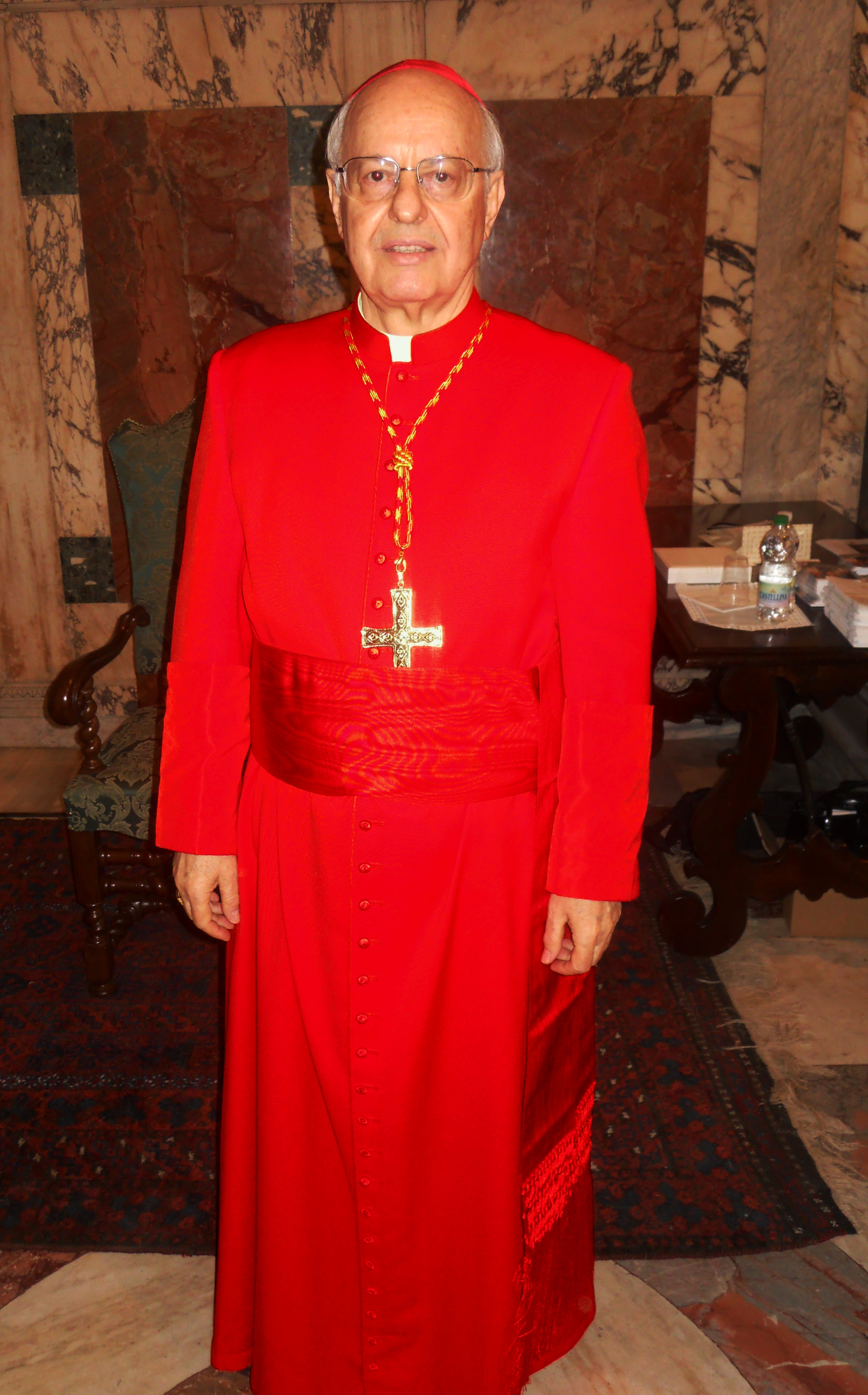
Cardenal Baldiseseri con faja roja
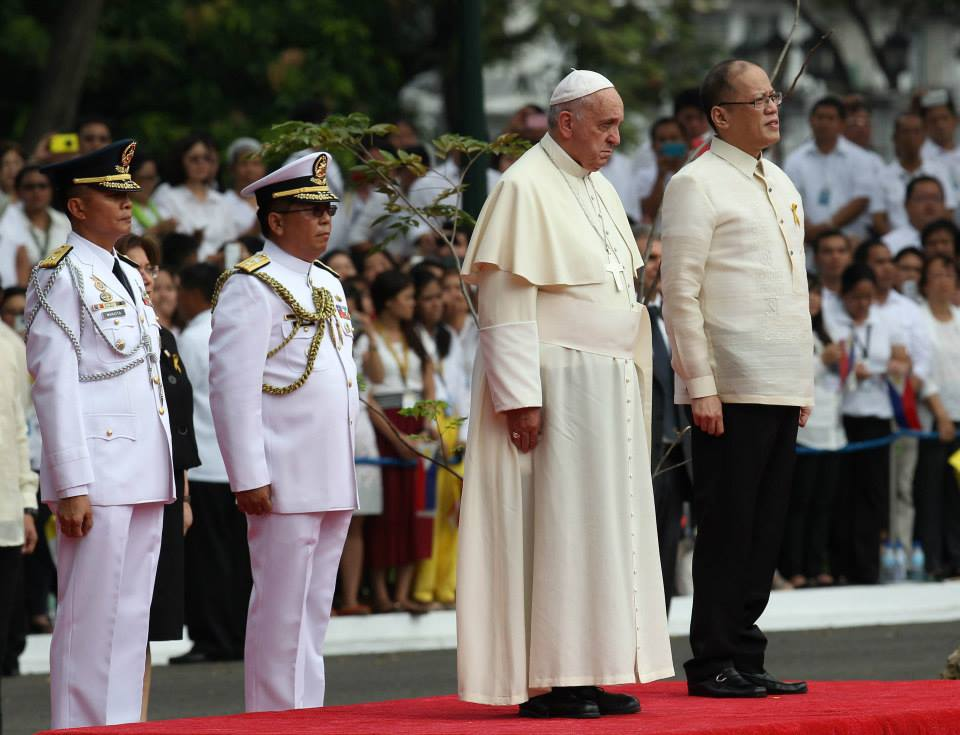
El papa Francisco con faja blanca
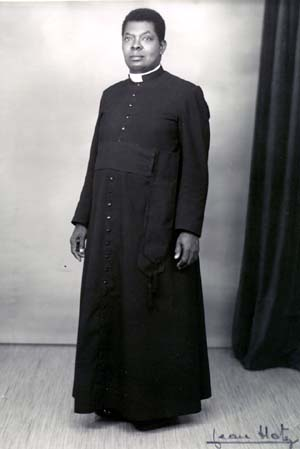
Presbítero con sotana y faja negra

- Datos: Q8960777